# Pushkar Singh Dhami

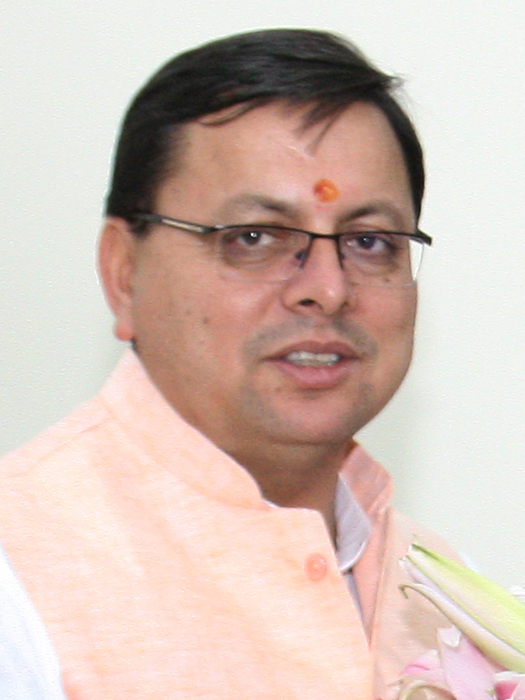
Pushkar Singh Dhami (April 2022)

Pushkar Singh Dhami (Hindi पुष्कर सिंह धामी; * 16. September 1975 im Distrikt Pithoragarh oder in Khatima, Distrikt Udham Singh Nagar, damals Uttar Pradesh, heute Uttarakhand) ist ein indischer Politiker und seit dem 4. Juli 2021 Chief Minister des Bundesstaats Uttarakhand.

## Laufbahn
Dhami wurde im heutigen Uttarakhand, das bis zum Jahr 2000 zu Uttar Pradesh gehörte, geboren und wuchs dort auf. Er studierte Rechtswissenschaften und erwarb an der Lucknow University den Grad eines Bachelor of Laws (LLB). Ab 1990 wurde er politisch aktiv und betätigte sich bis 1999 im Akhil Bharatiya Vidyarthi Parishad (ABVP), der Studentenorganisation der hindunationalistischen Kaderorganisation Rashtriya Swayamsevak Sangh (RSS). Nach der Bildung des Bundesstaats Uttarakhand war er zwischen 2001 und 2002 Berater des damaligen Chief Ministers Bhagat Singh Koshyari. Danach war er bis 2008 Vorsitzender der Bharatiya Janata Yuva Morcha (BJYM), der Jugendorganisation der Bharatiya Janata Party (BJP).
Bei der Wahl zum Bundesstaatsparlament von Uttarakhand 2012 wurde er im Wahlkreis 70-Khatima für die BJP gewählt. Den Wahlkreis konnte er bei der darauffolgenden Wahl 2017 erneut gewinnen.
Im Jahr 2021 geriet die BJP-geführte Regierung von Uttarakhand in eine Krise. Der seit 2017 amtierende Chief Minister Trivendra Singh Rawat trat aufgrund von Unpopularität zurück. Sein Nachfolger wurde im März 2021 Tirath Singh Rawat, der jedoch auch nur knappe vier Monate amtierte. Die BJP-Führungsgremien einigten sich danach auf Pushkar Singh Dhami als Nachfolger.
Zum Zeitpunkt seiner Ernennung am 4. Juli 2021 war Dhami mit 45 Jahren der bislang jüngste Chief Minister von Uttarakhand. Er hatte zuvor noch nie ein Regierungsamt bekleidet.